# Liste der Monuments historiques in Yerres
Die Liste der Monuments historiques in Yerres führt die Monuments historiques in der französischen Gemeinde Yerres auf.

## Liste der Bauwerke
| Bezeichnung                    | Beschreibung | Standort                        | Kennzeichnung | Schutzstatus | Datum | Bild |
| ------------------------------ | ------------ | ------------------------------- | ------------- | ------------ | ----- | ---- |
| Ehemalige Abtei Notre-Dame     |              | (Lage)                          | PA00088048    | Classé       | 1928  |      |
| Château de la Grange (Schloss) |              | (Lage)                          | PA00088050    | Classé       | 1971  |      |
| Schloss                        |              | Place du Taillis (Lage)         | PA00088049    | Inscrit      | 1970  |      |
| Fontaine Budé                  |              | 1, rue Charles-de-Gaulle (Lage) | PA00088051    | Inscrit      | 1981  |      |
| Propriété Caillebotte          |              | 8, rue de Concy (Lage)          | PA00125463    | Inscrit      | 1993  |      |

## Liste der Objekte
- Monuments historiques (Objekte) in Yerres der Base Palissy des französischen Kultusministeriums